# رانجل گروفسکی
رانجل گروفسکی (بلغاری: Рангел Геровски؛ ۱۵ ژانویهٔ ۱۹۵۹ – ۲۶ آوریل ۲۰۰۴) کشتی‌گیر اهل بلغارستان بود.